# Nagroda Narodowa III Rzeszy

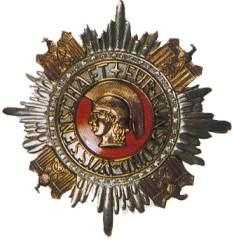
Odznaka Niemieckiej Nagrody Narodowej za Zasługi dla Sztuki i Nauki

Niemiecka Nagroda Narodowa za Zasługi dla Sztuki i Nauki (niem. Deutscher Nationalpreis für Kunst und Wissenschaft) – niemiecka nagroda pieniężna i odznaczenie przyznawane przez Adolfa Hitlera od 1937 do 1939.

## Historia
Nagroda wraz z odznaczeniem (które trudno zaklasyfikować jako order, gdyż właściwie było odznaką symbolizującą posiadanie Nagrody Narodowej) zostały ustanowione 30 stycznia 1937 przez führera i kanclerza III Rzeszy Adolfa Hitlera, w czwartą rocznicę objęcia przezeń urzędu kanclerza. Ustawa miała następującą treść: 

aby na przyszłość nie dopuścić do haniebnych zdarzeń, ustanawiam w dniu dzisiejszym Niemiecką Nagrodę Narodową za Zasługi dla Sztuki i Nauki. Nagroda w wysokości 100 000 reichsmarek będzie corocznie przyznawana trzem zasłużonym Niemcom. Niniejszym zabrania się Niemcom przyjmowania w przyszłości Nagrody Nobla.

Bezpośrednim powodem ustanowienia nagrody było przyznanie w 1936 Pokojowej Nagrody Nobla Carlowi von Ossietzky’emu – antynazistowskiemu pacyfiście, działaczowi i pisarzowi, którego prasa nazistowska określiła jako „jednego z najgorszych szkodników i deprawatorów narodu niemieckiego, skazanego przez Sąd Rzeszy na karę za zdradę stanu”, a nadanie mu nagrody Nobla jako „bezwstydny i bezczelny atak na narodowy socjalizm”.

## Insygnium
Insygnium odznaczenia (niem. Ehrenzeichen des deutschen Nationalpreises für Kunst und Wissenschaft), zaprojektowane przez Müllera-Erfurta, to cyzelowana w kształcie brylantów srebrna gwiazda z czterema pękami dłuższych i czterema krótszych promieni. Pośrodku krótszych promieni znajdują się cztery złote orły heraldyczne III Rzeszy (w Polsce zwane gapami).
W medalionie środkowym awersu gwiazdy, w czerwonym polu widniał złoty profil antycznego greckiego wojownika hoplity, otoczony napisem (niem.) FÜR KUNST UND WISSENSCHAFT (Za Sztukę i Naukę) oraz kręgiem prawdziwych brylancików. Gwiazda (według niektórych źródeł) była początkowo noszona na szyi na wstędze w barwach narodowych Cesarstwa Niemieckiego i III Rzeszy, czerwonej z obustronnymi biało-czarnymi bordiurami, później na agrafie na lewej piersi, z szarfą typu tzw. Wielkiej Wstęgi ozdobioną rozetą i noszoną z prawego ramienia na lewy bok. Rewers gwiazdy był gładki, nieemaliowany.
Laureatami „Niemieckiej Nagrody Narodowej za Zasługi dla Sztuki i Nauki” byli: Ferdinand Porsche, Fritz Todt, Willy Messerschmitt, Wilhelm Filchner, August Bier, Ernst Heinkel, Alfred Rosenberg, Ferdinand Sauerbruch (spośród nich Sauerbruch i Filchner oraz Messerschmitt i Heinkel wspólnie) oraz Paul Ludwig Troost (zm. 1934; przed Albertem Speerem główny architekt Hitlera), który otrzymał ją pośmiertnie jako pierwszy z odznaczonych.
Do 1939 nagrodę otrzymało zaledwie dziewięć osób, co czyni ją najrzadziej przyznawanym odznaczeniem III Rzeszy, tuż przed Orderem Niemieckim. Po wybuchu II wojny światowej we wrześniu 1939 zaprzestano przyznawania nagrody.

## Narodowa Nagroda NRD
W ślady III Rzeszy poszła Niemiecka Republika Demokratyczna, ustanawiając w 1949 „Narodową Nagrodę NRD” (niem. Nationalpreis der DDR), posiadającą 3 klasy, wysoko dotowaną (w I klasie: nagroda 300 tys. marek wschodnich dla kolektywów, najwyżej 6 osób, i 60 tys. dla pojedynczych laureatów) i posiadającą medal z profilem Goethego jako oznakę. Nie jest on na ogół klasyfikowany jako order.